# Sint Odiliënberg

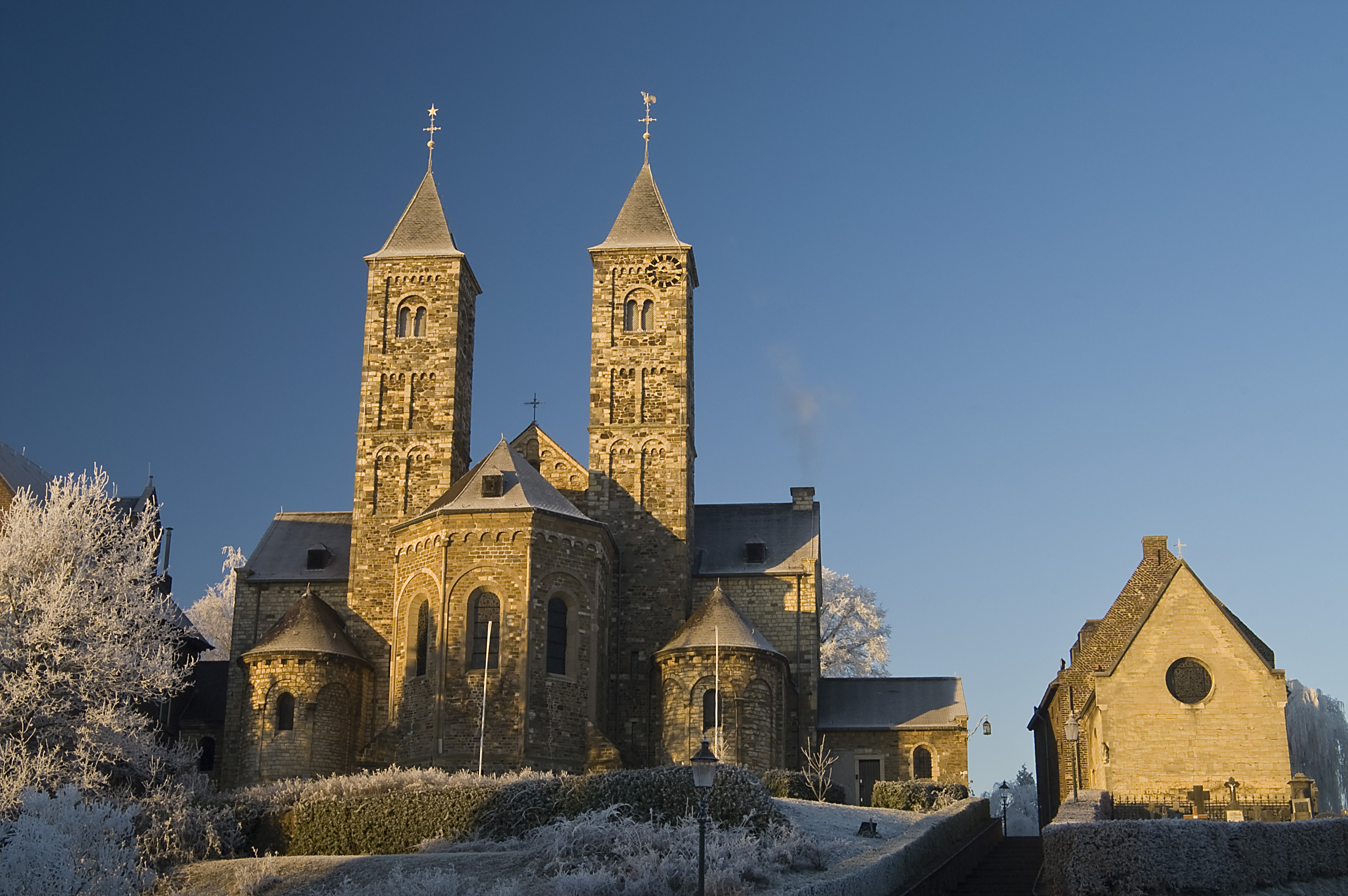
Sint Odiliënberg: la basilica e la cappella di Santa Maria

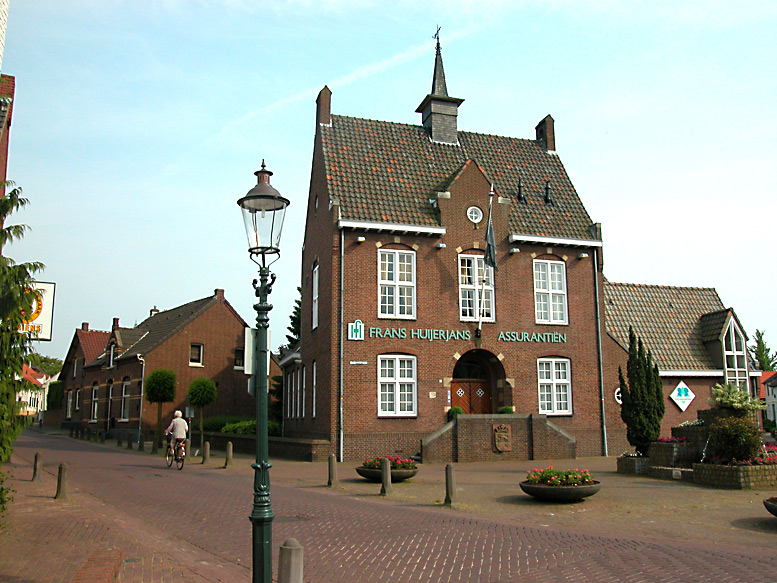
Sint Odiliënberg: il municipio vecchio

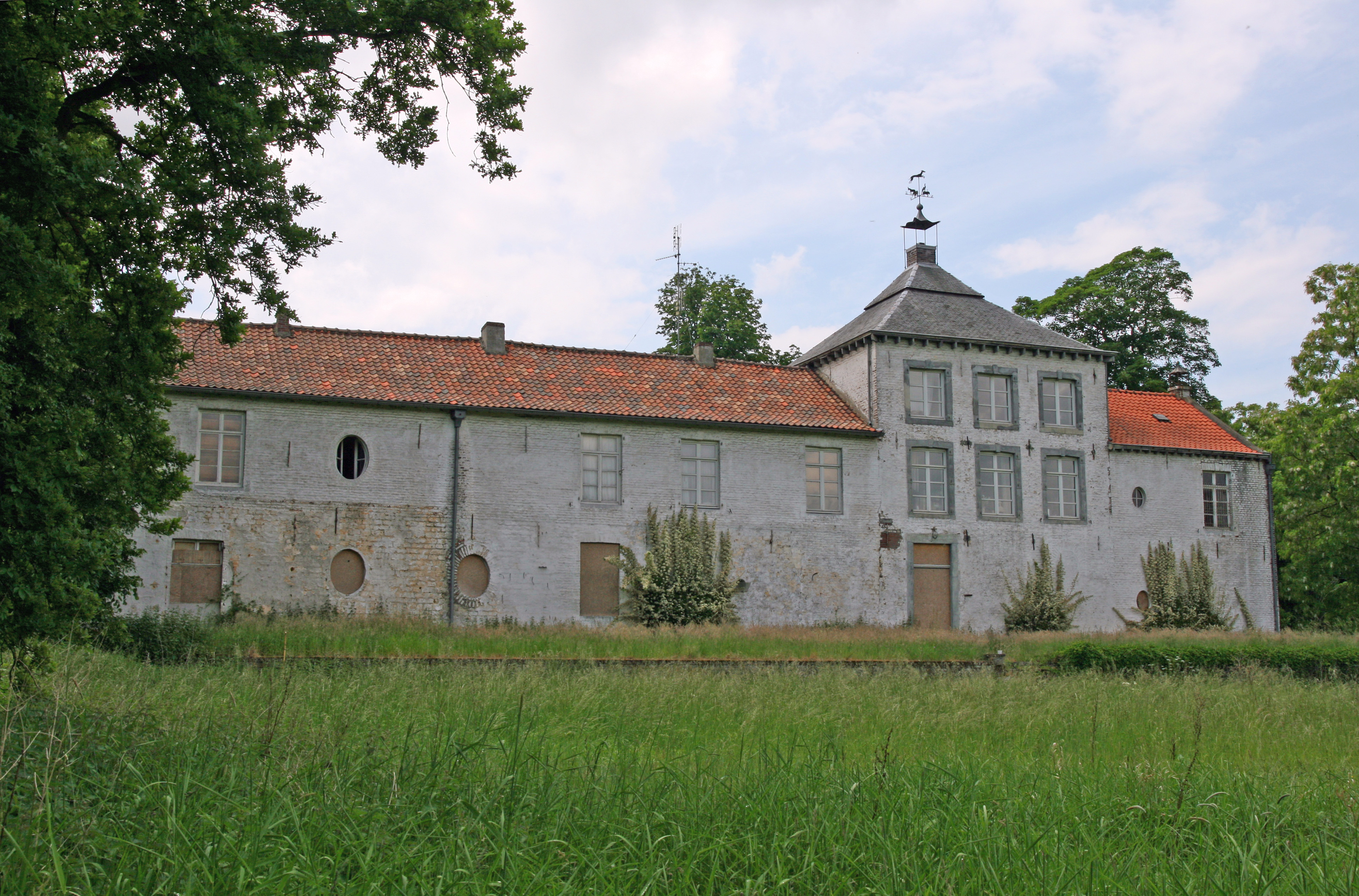
Sint Odiliënberg: Huize Hoosden

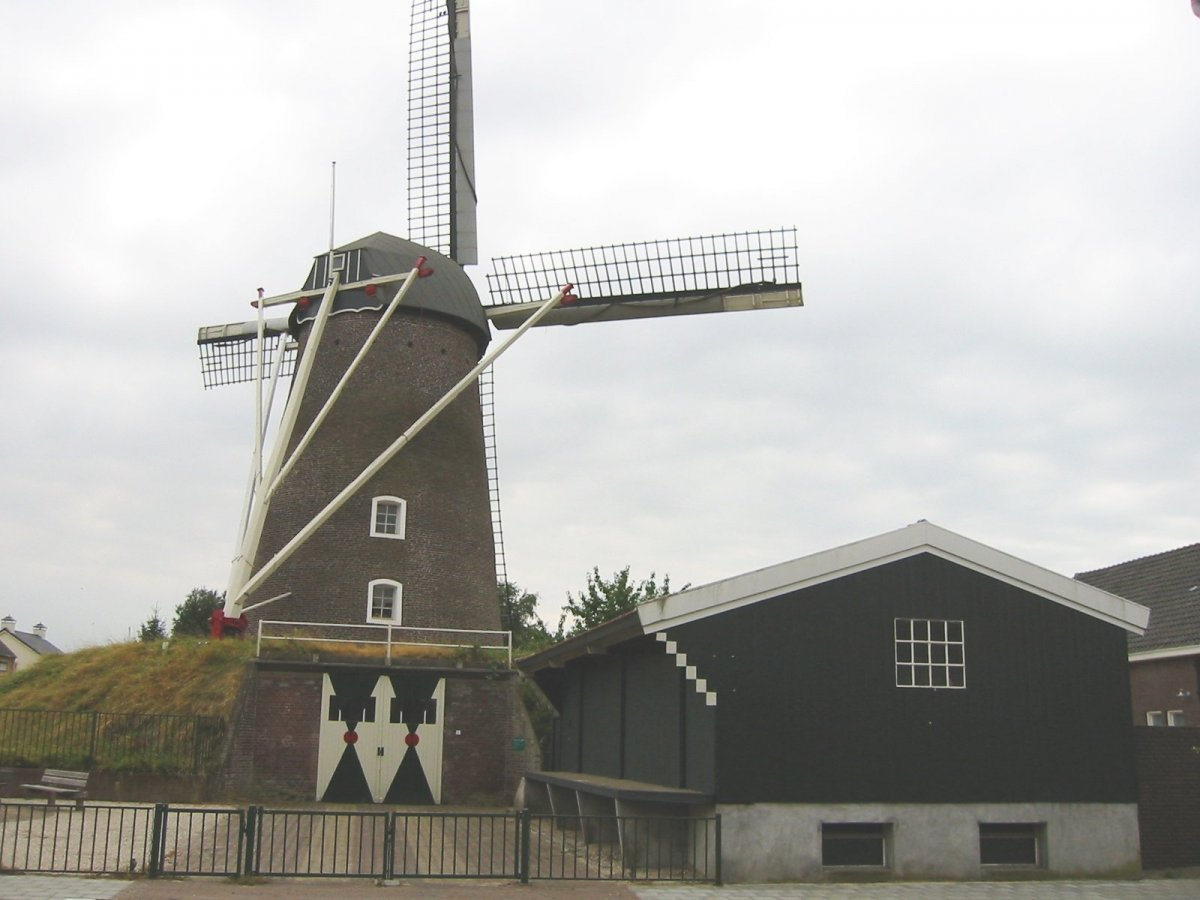
Sint Odiliënberg: il mulino van Verbeek

Sint Odiliënberg (in limburghese: Berg) è un villaggio (dorp) di circa 3.300 abitanti abitanti del sud-est dei Paesi Bassi, facente parte della provincia del Limburgo e situato lungo il corso del fiume Roer, nella regione di Midden-Limburg, al confine con la Germania. È il capoluogo del comune di Roerdalen, comune di cui fa parte dal 2007; fu comune indipendente fino al 1990 e ha fatto poi parte della municipalità di Posterholt, comune a sua volta accorpato nel 1994 alla municipalità di Ambt Montfort.

## Geografia fisica
Sint Odiliënberg si estende a sud di Roermond e a nord di Sittard, tra le località di Maasbracht e Herkenbosch (rispettivamente ad est della prima e ad ovest della seconda).

## Origini del nome
Il villaggio, attestato anticamente come Sunte Odilien Berghe (1476), deve il proprio nome a sant'Ottilia di Hohenbourg, alla quale era intitolato un monastero sul Mont Sainte-Odile (in tedesco: Odilienberg), in Alsazia.

## Storia

### Dalle origini ai giorni nostri
Il villaggio faceva parte in origine del Principato vescovile di Utrecht. Dal 1277, entrò a far parte della Gheldria.
Fece parte della Gheldria fino al 1813, anno in cui divenne parte del Limburgo.

### Simboli
Nello stemma di Sint Odiliënberg è costituito da due righe orizzontali di colore giallo e blu, su cui sono raffigurati rispettivamente un leone di colore rosso e tre margherite.
Parte di questo stemma deriva da quello della Gheldria.

## Monumenti e luoghi d'interesse
Sint Odiliënberg vanta 17 edifici classificati come rijksmonumenten.

### Architetture religiose

#### Basilica dei Santi Wirone, Plechelmo e Odgero
Principale edificio religioso di Sint Odiliënberg è la basilica dedicata ai santi irlandesi Wirone, Plechelmo e Odgero, situata nella Kerkplein e progettata in stile romanico nel XVII secolo dall'architetto A. Boosten, ma le cui origini risalgono al VII secolo con la fondazione dell'abbazia di San Pietro, poi ricostruita nell'XI-XII secolo in stile romanico, nel 1957 venne dedicata ai santi fondatori.

#### Cappella di Santa Maria
Sempre nella Kerkplein, a fianco della basilica, si erge una cappella dedicata a Santa Maria e risalente all'XI secolo.

### Architetture civili

#### Huize Hoosden
Altro edificio d'interesse è la Huize Hoosden, una residenza risalente al XVI secolo nella tenuta di Hoosden.

#### Castello Frymerson
Altra storica residenza a Sint Odiliënberg è il castello Frymerson, edificio fatto costruire nel 1865 dalla famiglia Zantis de Frimerson.

#### Municipio antico
Altro edificio d'interesse è il vecchio municipio nella Kerkplein, costruito tra il 1850 e il 1855 su progetto dell'architetto Pierre Cuypers.

#### Mulino van Verbeek
Altro edificio d'interesse ancora è il mulino van Verbeek, situato nella Molenweg e risalente al 1883.

## Società

### Evoluzione demografica
Al censimento del 1º gennaio 2019, Sint Odiliënberg contava una popolazione pari a 3.366 abitanti.

## Geografia antropica

### Suddivisioni amministrative
Buurtschappen
- Lerop
- Paarlo
- Reutje
- Roskam
- 't Sittert.